# Georgina Nisbeth
Charlotta Georgina Nisbeth, född 27 oktober 1830 på Gräsås i  Väse socken, Värmland, död 19 juni 1912 i Kalmar, var en svensk pedagog. Hon var skolföreståndare för Nisbethska skolan i Kalmar från 1871 till 1902.
Nisbeth var dotter till tulldirektören i Kalmar Per Fredrik Nisbeth och Anna Charlotta Bratt af Höglunda. Hon studerade vid den tysk doktor J. Fabricius skola i Göteborg 1842–1844. Det beskrivs som en mycket sträng skola med strikt disciplin och lektioner från nio till två utan rast, något som då var ovanligt för flickor. Från 1846 var hon verksam som guvernant. Hon studerade vid musikkonservatoriet i Wien 1861–1864, främst musikteori och pianospelning. Hon grundade och var föreståndare för en musikskola i Kalmar från 1871 till 1891, där hon ensam undervisade i pianospl och musikteori enligt de kunskaper hon hade fått i Wien.     
Från år 1861/62 hade hennes syster Fredegunda Nisbeth (1833–1875) bedrivit enskild skolundervisning för flickor i sitt hem i Kalmar, den s.k. Nisbethska skolan; denna verksamhet fick allt större omfattning. Efter hennes död 1875 övertogs skolverksamheten av Georgina Nisbeth, som utvecklade den till Nisbethska elementarläroverket för flickor, där hon var föreståndare fram till 1902. 
I Kalmar fanns redan bl.a. den mycket välkända flickskola som Cecilia Fryxell drev på sin egendom Rostad. Vid nedläggandet av Fryxells flickskola övergick eleverna till den Nisbethska skolan, som fick ett kraftigt uppsving. Nisbeth hade som ambition att driva en flickskola enligt de idéer som var moderna på 1870-talet, dvs en skola som gav flickorna samma utbildningsnivå som eleverna i pojkläroverkerken (gymnasierna). Som timlärare anlitades därför utbildade (manliga) lärare från stadens gymnasium för de högre klasserna. Dessutom hölls tentamen med eleverna i flickskolan, i samma ämnen, och enligt samma kurser och betyg, och av samma lärare, som för pojkarna i stadesn gymnasium. Språkundervisning med engelska, tyska och franska stod i centrum och från 1897 undervisades i latin. Hennes elever blev populära som guvernanter och lärare i hela södra Sverige, och Nisbeth ordnade också särskilda lärarinneklasser och anställda vissa elever i sin egen skola. Flickskolan hade sämre ekonomi än det populära musikkonservatorium hon grundat, och för att bekosta flickskolan fortsatte hon fram till 1891 att även sköta konservatiet på eftermiddagarna, efter att ha ägnat förmiddagarna åt flickskolan. 
Georgina Nisbeth beskrivs som en energifylld person som krävde mycket av andra men också av sig själv, och som med sitt eget exempel och hårda arbete mildrade den opposition som annars kunde ha väckts av de krav hon ställde på andra.     
År 1902 lämnade Georgina Nisbeth skolan på grund av ålder varvid den övergick i Kalmar stads ägo och fick namnet Elementarskolan för flickor, för vilket ett trevånings skolhus 1906/07 uppfördes vid Linnégatan. Hon erhöll på sin 70-årsdag den kungliga medaljen Illis Quorum 1900.
Georgina Nisbeth är begravd på Södra kyrkogården i Kalmar.